# 福永氏
福永氏（ふくながし）は、日本の氏族。尼子義久の子孫で、岩国吉川家の縁戚である。
幕末の長州藩主戦派福永喜助（喬久）の長男である嫡流は昭和初期、福長（永から長へ）に改姓したとされ、2018年現在広島県広島市安佐南区中須に在住する。